# Osservatorio siriano per i diritti umani
L'Osservatorio siriano per i diritti umani (in arabo المرصد السوري لحقوق الإنسان‎?, al-Marṣad al-sūrī li-ḥuqūq al-insān, in inglese Syrian Observatory for Human Rights, in sigla SOHR) è un ufficio informazioni che dalla sua sede di Coventry documenta l'abuso dei diritti umani in Siria, fondato nel maggio 2006. Dal 2011 si occupa del conflitto siriano. 
Il SOHR è tra le organizzazioni più citate dai mezzi di informazione internazionali in merito alla guerra civile siriana.

## Organizzazione
L'organizzazione è gestita solamente da un uomo chiamato Rami Abdulrahman, che dalla sua abitazione a Coventry documenta i presunti episodi della guerra civile siriana. Abdulrahman è un siriano musulmano sunnita che possiede un negozio di abbigliamento.
In un'intervista della Reuters del dicembre 2011, Abdulrahman ha dichiarato che l'osservatorio possiede una rete di oltre 200 persone. Nel 2012 Süddeutsche Zeitung ha descritto il SOHR come un'organizzazione composta da un unico membro e con un solo lavoratore fisso, Rami Abdulrahman. Nell'aprile 2013 il New York Times lo ha descritto al telefono tutta la giornata con i suoi contatti in Siria, contando su quattro uomini all'interno del paese che raccolgono le informazioni da più di 230 attivisti, mentre si occupa lui stesso di mettere insieme tutte le informazioni. In un'intervista dell'ottobre 2015 con la testata Russia Today, Rami Abdulrahman ha affermato di aver visitato il paese natale per l'ultima volta quindici anni prima.

## Controversia sul diritto di usare il nome
Nel gennaio 2012 viene pubblicata una lettera dal sito syriahr.org, che sostiene di essere il sito del reale Osservatorio per i diritti umani. Nella lettera si fa riferimento a Osama Suleiman, vero nome di Rami Abdulrahman, indicato come ex volontario dell'organizzazione.
La lettera sostiene che nel mese di agosto 2011 era stato chiesto a Suleiman di rinunciare al suo posto di volontario, dopo presunti legami con Rifa'at al-Assad. Come prova di tali legami, si afferma che riportava dati sulle vittime dell'esercito siriano, che l'organizzazione, non avendo contatti con il governo, non poteva verificare. Secondo la lettera, Suleiman si sarebbe così vendicato cambiando i dati di username e password del sito syriahr.net, in modo che solo lui potesse accedere e pubblicare materiale, e si sarebbe successivamente dichiarato presidente dell'organizzazione. Avrebbe poi usato l'alias Rami Abdulrahman, che inizialmente era adottato da tutti i membri del SOHR, ma che poi, allo scopo di garantire trasparenza, era stato abbandonato in favore dei nomi reali allo scoppiare della rivolta. Syriahr.org ha inoltre pubblicato una campagna diffamatoria contro Abdulrahman, accusandolo di essere incompetente e di voler screditare le altre fonti che documentavano le vittime. È stato inoltre accusato di essere un membro del PKK e di aver ottenuto il supporto di amici affiliati a questa organizzazione.
Rami Abdulrahman ha negato tutte le accuse, pur riconoscendosi nell'identità di Osama Suleiman. In un video ha infatti mostrato i suoi documenti.
Abdulrahman afferma che il sito syriahr.org è gestito da Musab Azzawi, che traduceva per il SOHR, ma che è stato licenziato dopo aver falsamente dichiarato di essere un portavoce ufficiale dell'organizzazione e aver chiesto un intervento straniero in Siria.
Le principali organizzazioni internazionali, nonostante la disputa in corso, hanno continuato a ritenere come fonte accreditata il sito originale gestito da Abdulrahman.
I siti offrivano diverse statistiche sulle vittime della guerra. Nel febbraio 2012 il sito originale riportava 5.100 morti civili e 2.000 perdite militari, mentre il sito rivale ne riportava rispettivamente 6.500 e 600.

## Critiche
Neil Sammonds, ricercatore britannico di Amnesty International ha dichiarato che "in generale le informazioni sulle uccisioni dei civili sono molto buone, sicuramente tra le migliori, inclusi i dettagli sulle condizioni in cui le persone sarebbero state uccise".
Fonti filogovernative accusano l'Osservatorio di distorcere i fatti a scopo di propaganda antigovernativa e di non essere in generale credibile.
Durante una conferenza stampa a Mosca il 22 ottobre 2015 la portavoce del ministro degli esteri russo Marija Zacharova ha accusato il SOHR di mancanza di credibilità.